# Mindelheim
Mindelheim város Németországban, azon belül Bajorországban, az Unterallgäu járás székhelye. Lakosainak száma 16 226 fő (2023. december 31.). Mindelheim Bad Wörishofen és Rammingen községekkel határos.

## Városrészei
- Bergerhausen
- Doldenhausen
- Gernstall
- Heimenegg
- Jägersruh
- Katzenhirn
- Lohhof
- Mindelau
- Mindelheim
- Nassenbeuren
- Oberauerbach
- Sankt Anna
- Sankt Georg
- Unggenried
- Unterauerbach
- Untere Ziegelhütte
- Weihermühle
- Westernach
- Wiesmühle

## Története
A település és környéke már a kereszténység előtti időkben lakott volt. Nevét 1046-ban említette először oklevél, 1250-ben pedig már városként említették. Városfalát 1400 körül építették, ekkorra már kisebb államalakulat volt Bajorországban, Unterallgäu területén. 1467-ig a Rechberg család birtoka volt, ekkor azonban a Frundsberg ház számára nemesi uradalommá emelték. 1569-ben bárósággá vált, majd 1586-ban Maxelrainhoz, 1618-ban Leuchtenberghez csatolták. 1705-ben hercegséggé  alakították John Churchill, Marlborough első hercege számára.
Marlborough főparancsnoki szolgálatának elismeréseként a Habsburg I. Lipót császár 1704-ben javasolta, hogy Marlborough-t tegyék a Német-római Birodalom szuverén hercegévé. Így 1704. augusztus 28-án hercegi rangra emelték, majd 1705. november 18-án I. József császár Mindelheim hercegévé tette, 1706. május 24-én a birodalmi gyűlésen hivatalosan is beiktatták. A fejedelemséget Svábföldön alakították ki birodalmi területből, és mintegy tizenöt négyzetmérföldet tett ki. Éves jövedelme körülbelül 2000 font volt, ami 2125-ös értéken körülbelül 217 millió forintnak felel meg.
Marlborough mindössze egyszer, 1713-ban látogatta meg birtokát, akkor is csak négy napot töltött ott. Bár alattvalói jól fogadták, így írt róla: „Sokkal jobban tetszett, mint vártam, de nem annyira, hogy ott akarjak élni.”
1713-ban, utrechti béke értelmében Mindelheimet a Bajor Választófejedelemség annektálta. Marlborough-nak sikerült elérnie, hogy Mindelheimet elcseréljék az Elő-Ausztriában fekvő Nellenburg grófságra, amelyet hercegi rangra emelik, és így Marlborough lenne Nellenburg hercege. Az osztrák jog azonban nem tette lehetővé az ilyen szuverén hercegséggé emelést, ezért a tervet 1717-ben vagy azt követően elvetették. Így Nellenburg soha nem vált a Német-római Birodalom hercegségévé vagy államává.

### Mindelheim urai (1467–1559)
- Ulrich X (1467–1478)
- Georg II (1478–1528)
- Casper (1528–1536)
- George III (1536–1559)

### Mindelheim bárója (1559–1586)
- George III (1559–1586)

### Mindelheim hercege (1705–1714)
- John Churchill, Marlborough 1. hercege (1705–1714)

## Népesség
A település népessége az elmúlt években az alábbi módon változott:
| Lakosok száma | 3120 | 7823 | 10 421 | 11 849 | 14 223 | 14 560 | 14 748 | 14 893 | 15 364 | 16 226 |
|               | 1875 | 1950 | 1975   | 1987   | 2012   | 2014   | 2016   | 2017   | 2021   | 2023   |

## Nevezetességek
- 1400 körül épült városfalának gótikus kaputornyai,
- Régi csúcsos homlokzatú, árkádos házsorai,
- Városháza,
- Georg von Frundsberg lovag bronzszobra – a város ura volt, híres hadvezér,
- Kolostor (Kreuzkloster) épületében berendezett tájmúzeum - a környék több mint 3000 éves régészeti leletanyagát mutatja be,
- Mindelburg vára - a város határában emelkedik. A várat 1626-ban a svéd csapatok borították lángba, de 1670-re oromfogazatos, fiatornyos főhomlokzatával és lábánál az erődített falrendszerrel újjáépült,
- Toronyóra-múzeum - Mintegy 50 torony órát találhatunk itt az 1562-1978 közötti évekből, valamint számos zsebóra, karóra, napórák és az óragyártás egyéb műtárgyait. A múzeum 1979-ben nyílt meg, a maga nemében ez Németország leggazdagabb és legrégebbi óragyűjteménye,
- Jászolmúzeum - 1989-ben nyílt meg,
- Textil Múzeum - 1986-ban alakult a Sandtner Alapítvány kezdeményezésére (Prof. Hilda Sandtner magángyűjteménye).

## Galéria

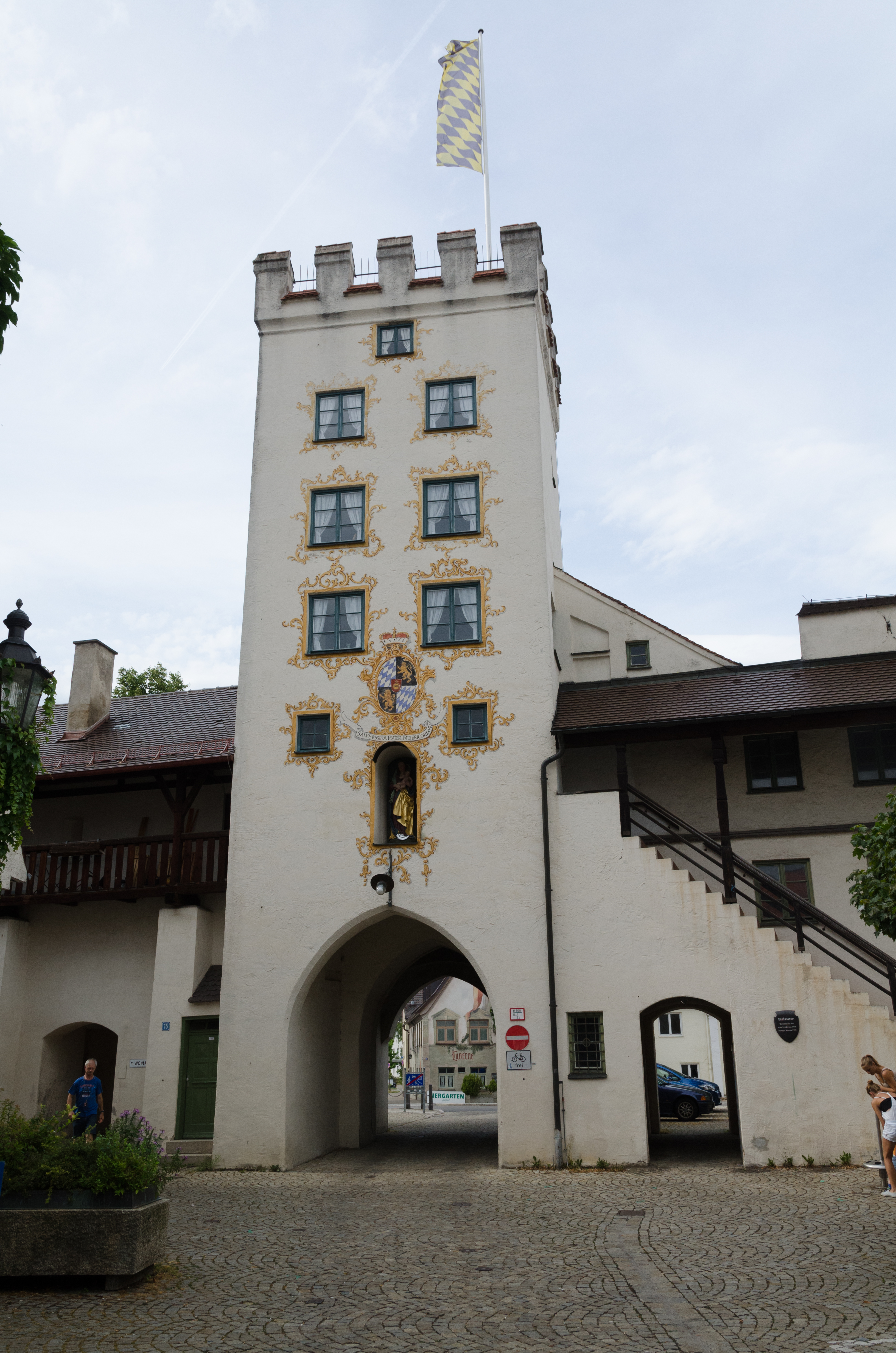
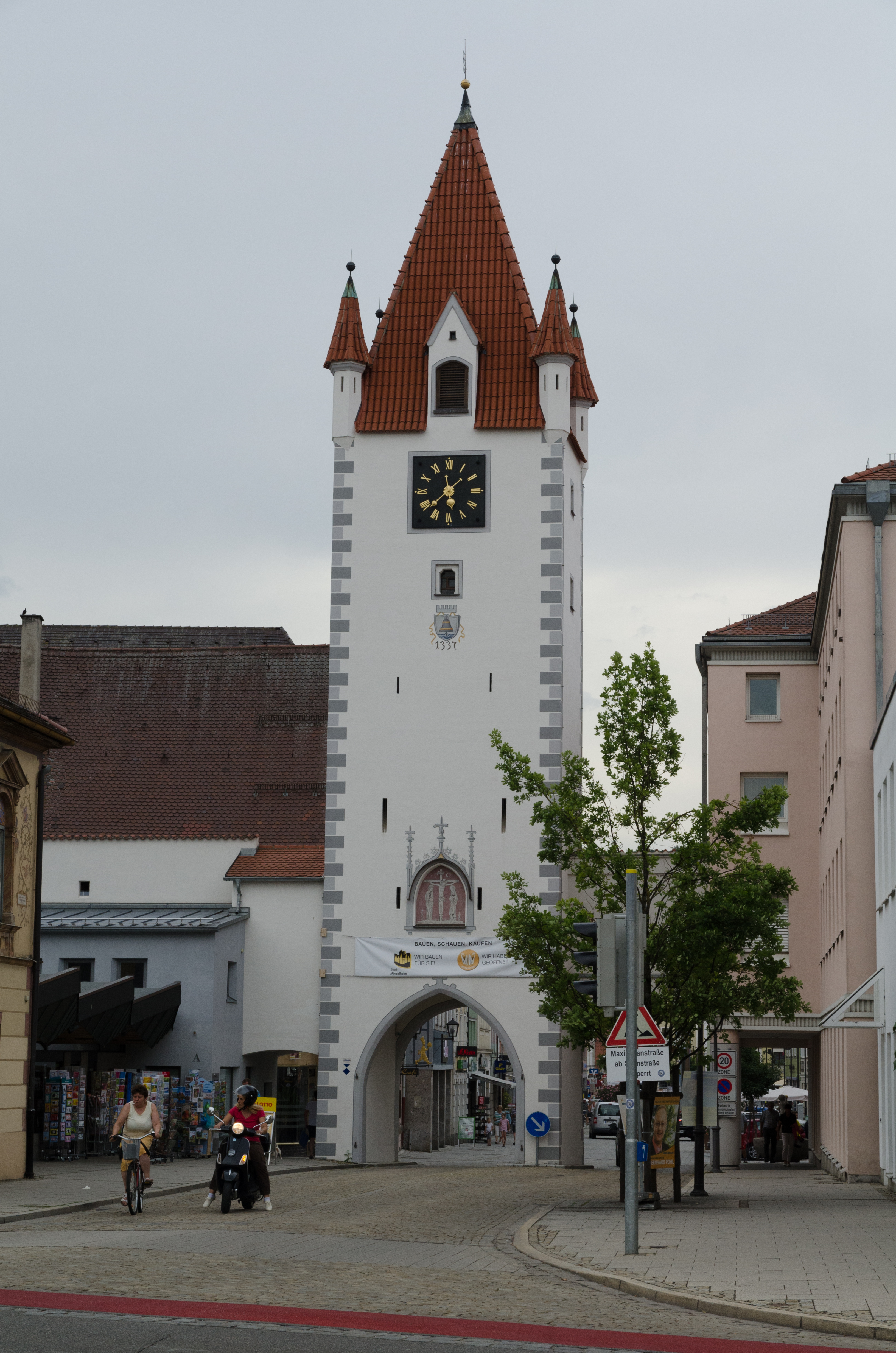
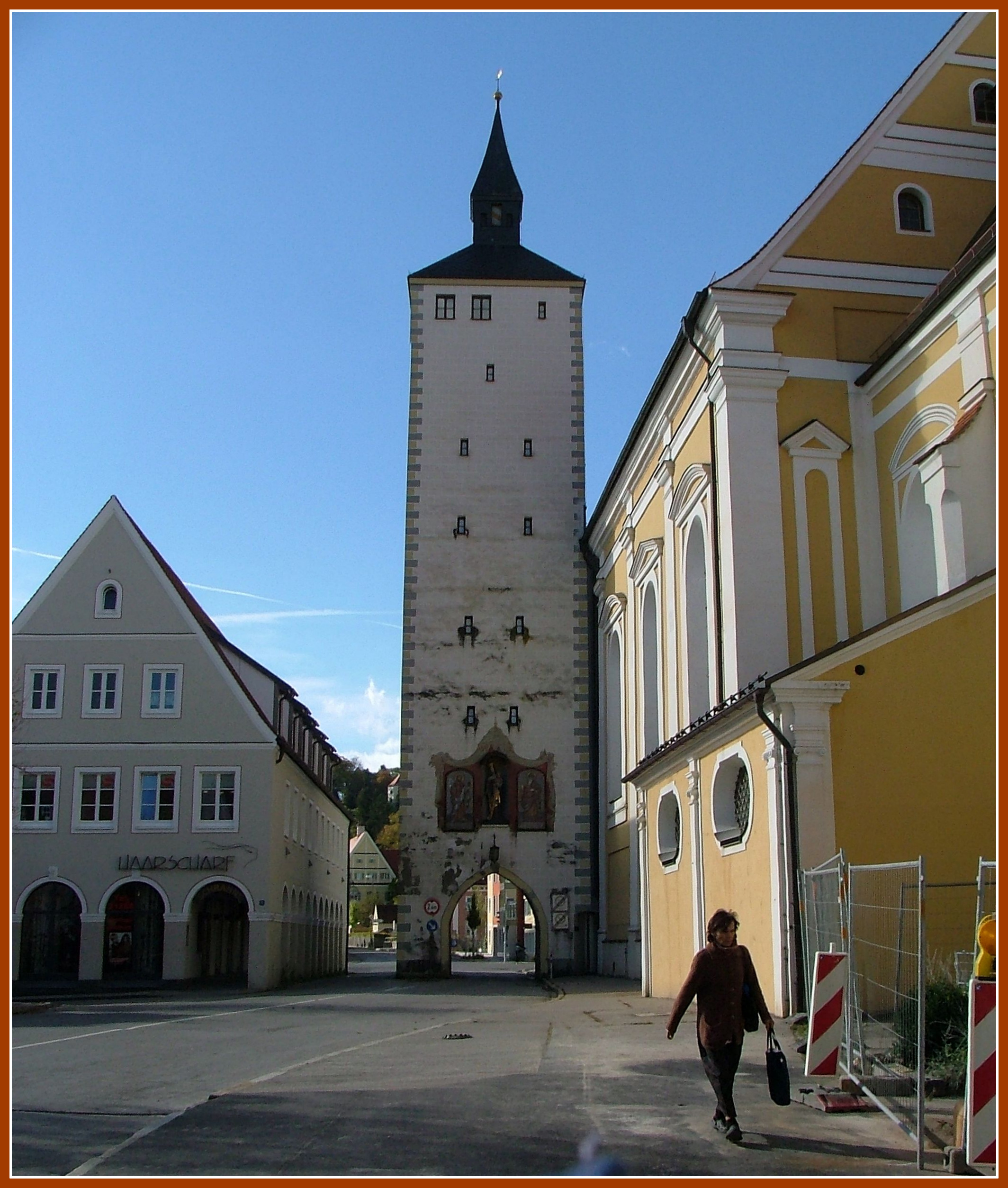
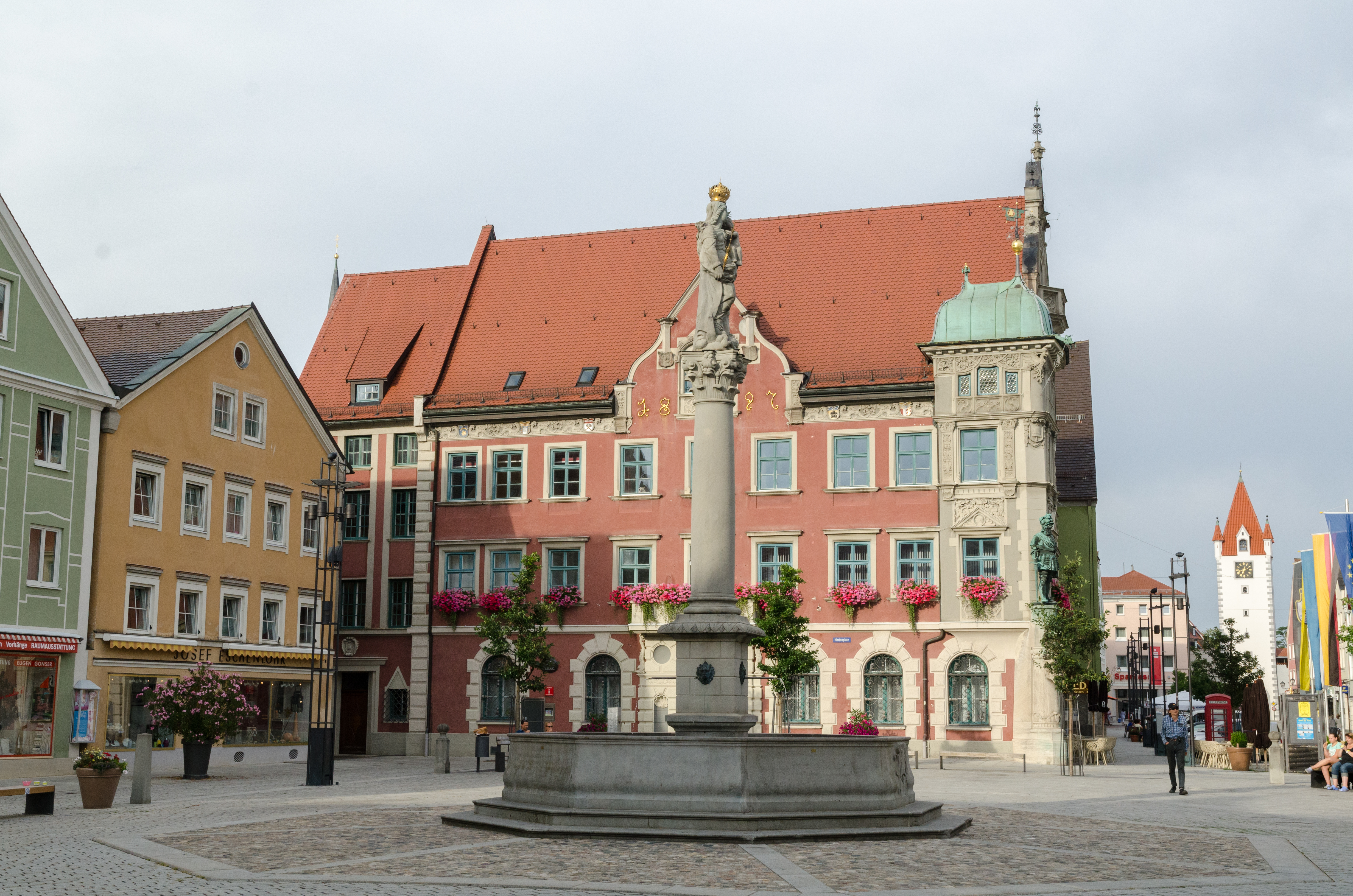
A Marktplatz a Városháza épületével
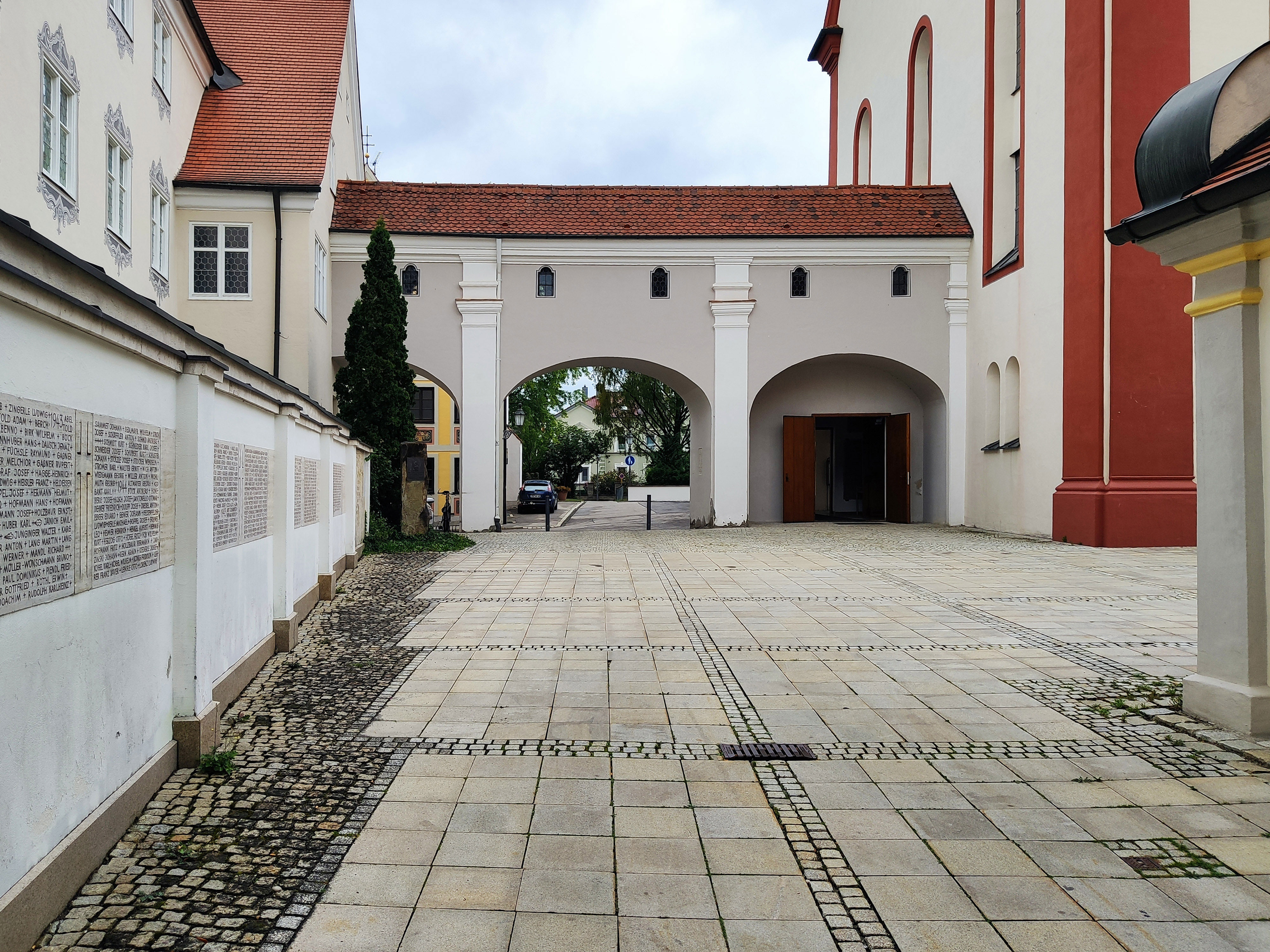
A kolostor
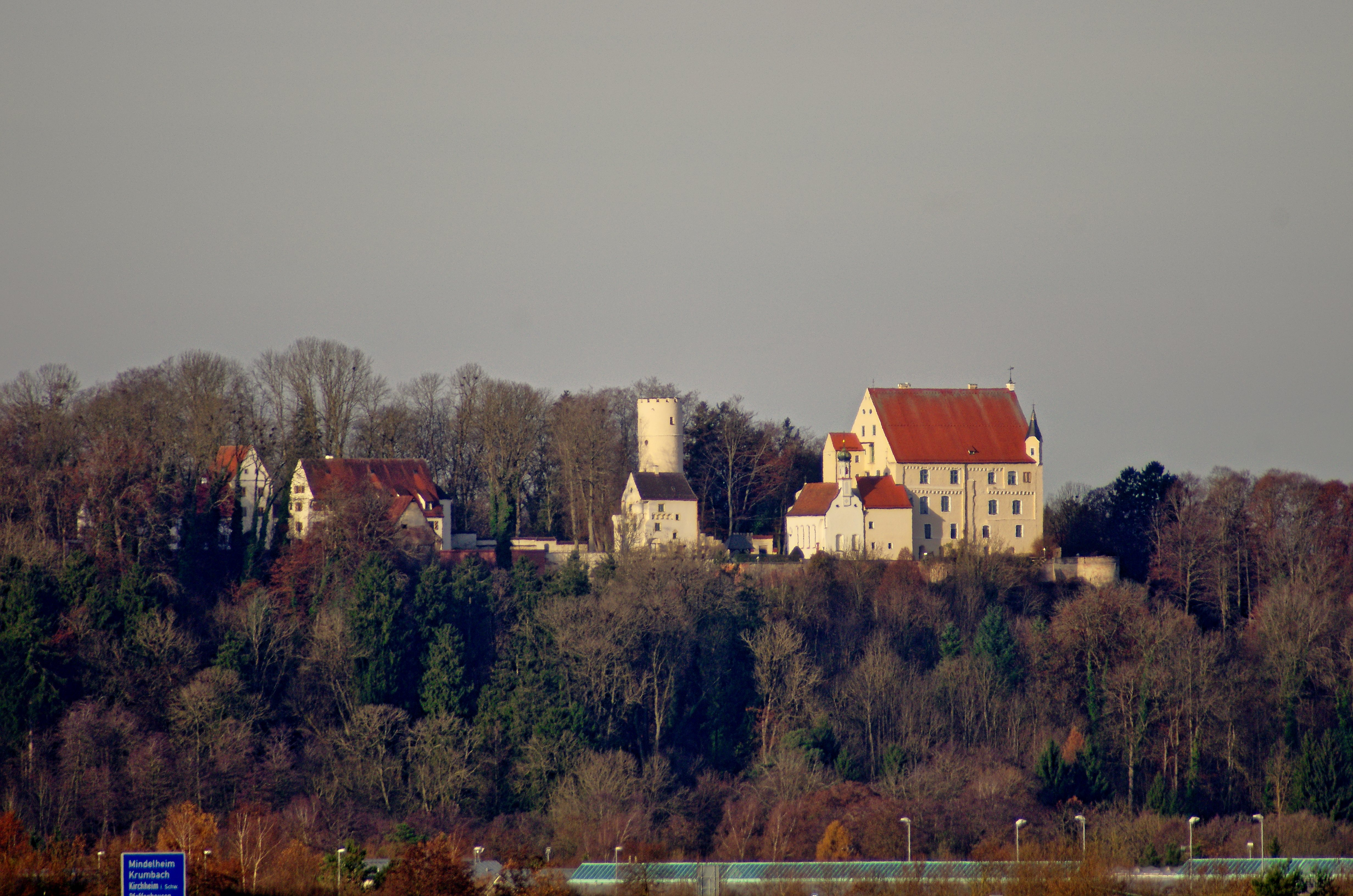
A vár
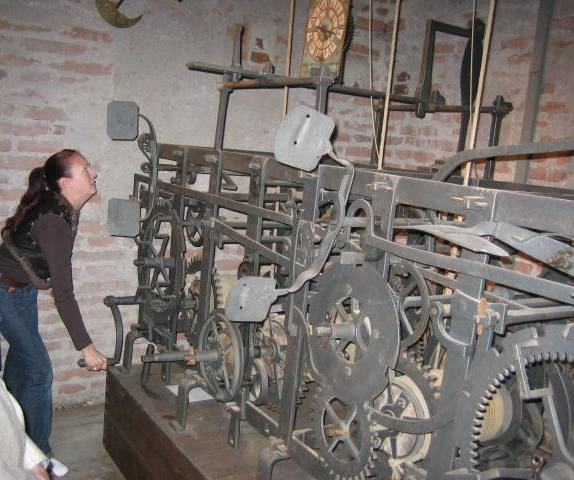
Toronyóra-múzeum
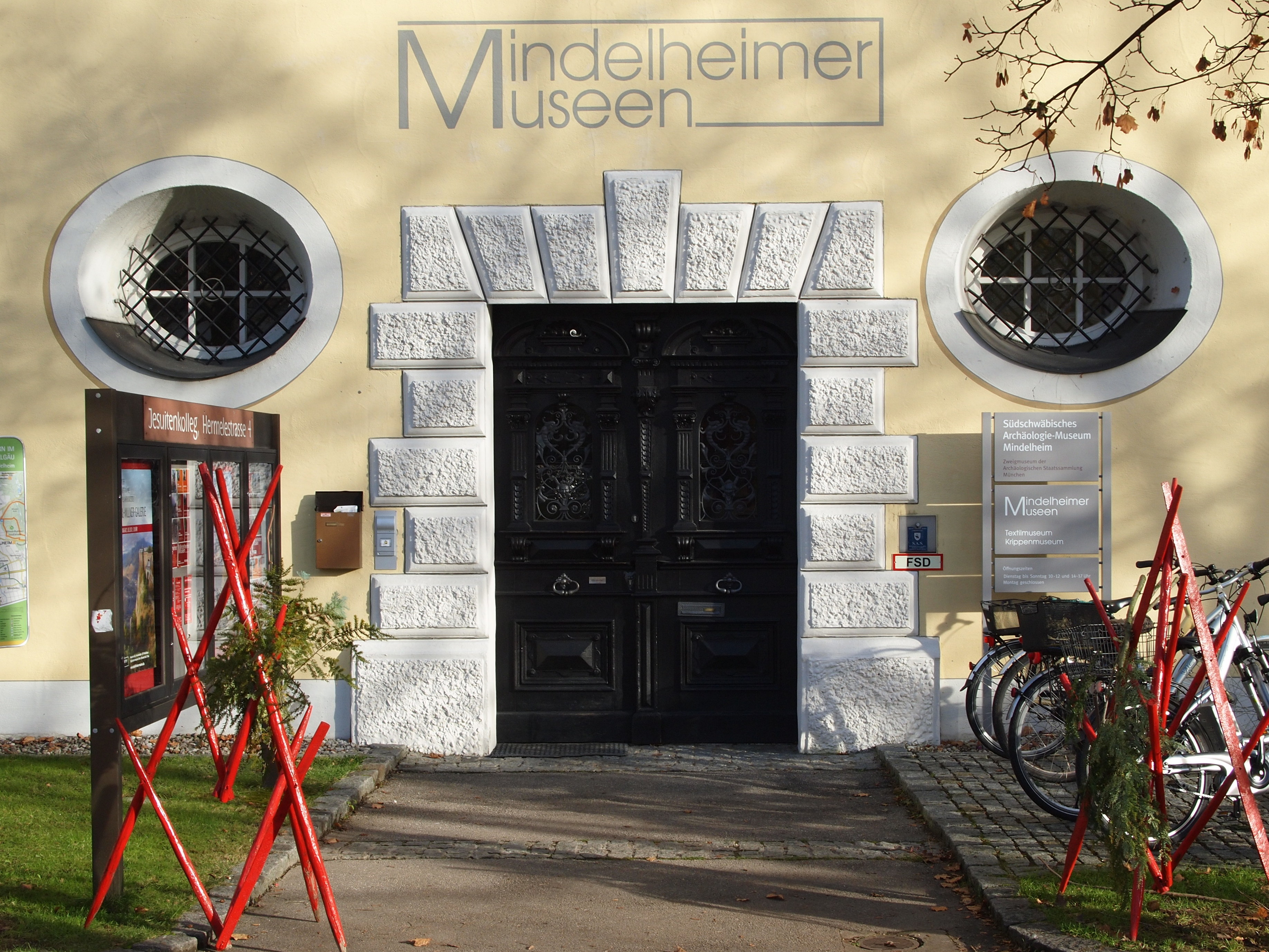
A Textil Múzeum bejáratja